# 鶴田暁
鶴田 暁（つるた さとし、1939年 - ）は、山口県出身の工学者、実業家。環境テクノス株式会社の創業者であり、代表取締役会長を務める。九州地域環境・リサイクル産業交流プラザ(K-RIP)副会長でもあり、これまで一般社団法人日本環境測定分析協会、一般社団法人日本環境アセスメント協会の九州支部長を務め、環境産業の発展に向けた活動を積極的に行ってる。

## 人物
1939年に山口県にて生まれる。
九州工業大学、大阪大学大学院工学研究科を経て、1965年に八幡化学工業株式会社（現・日鉄ケミカル&マテリアル株式会社）に入社。技術者として、激甚な産業公害が顕在化した時代に、戸畑製造所で公害対策に取り組み、後にプラスチックの研究開発も担当した。1971年退社。
大学時代から抗生物質や各種塩素化合物の研究開発に携わるなど、環境に負荷を掛けることばかりやってきた。そのため当時の夢は、第一に公害の街北九州で、これまで仕事でことごとく環境に負荷を掛けてきたという反省に立って、これからは世のため人のため「環境配慮の仕事」をすること、第二に「もっと自由な組織を作りたい」ということであった。
退社後、2年半洋品店で財務の勉強をし、1973年という極めて早い時点で、環境という新しい分野のビジネスに関心をもち、環境テクノス株式会社の前身、公害研究所を創立した。当初は仲間5人でスタートし、自分の給料も出せない状態が続いたが、70年代後半からの環境保護機運の高まりを背景に業績を伸ばした。また、「環境はいろんな角度から考えるべきだ。ほかの畑のメシを食っていたほうがいい」と中途採用を積極的に実施し、多彩な人材を揃え、環境テクノス株式会社を日本有数の総合環境コンサルタントに育て上げた。
現在では、北九州市域を中心に九州全県、沖縄県で事業を実施している。海外では上海緑環商品検測有限公司・上海九州環保設備有限公司・大連九州環境科技有限公司をとおして中国RoHS規制関連調査、環境調査、測定・分析、環境エンジニアリング、環境モニタリング・アセスメントなどの事業を展開している。

## 参考資料
- 北九州イノベーションギャラリー
- 環境テクノス株式会社
- 中国で環境調査−環境テクノス・鶴田暁会長 毎日新聞